# NRL 2014/Ergebnisse
Diese Liste enthält die Ergebnisse der regulären Saison der NRL 2014. Die reguläre Saison startete am 6. März und endete am 7. September. Sie umfasste 26 Runden.

## Runde 1
| 6. März 20:05 | South Sydney Rabbitohs | 28 : 8 | Sydney Roosters | ANZ Stadium, Sydney Zuschauer: 27.282 Schiedsrichter: Ben Cummins, Luke Phillips |
| 6. März 20:05 | (6:6) Bericht          |        |                 | ANZ Stadium, Sydney Zuschauer: 27.282 Schiedsrichter: Ben Cummins, Luke Phillips |

| 7. März 20:05 | Canterbury-Bankstown Bulldogs | 12 : 18 | Brisbane Broncos | ANZ Stadium, Sydney Zuschauer: 18.040 Schiedsrichter: Shayne Hayne, Chris James |
| 7. März 20:05 | (6:14) Bericht                |         |                  | ANZ Stadium, Sydney Zuschauer: 18.040 Schiedsrichter: Shayne Hayne, Chris James |

| 8. März 16:30 | Penrith Panthers | 30 : 8 | Newcastle Knights | Sportingbet Stadium, Sydney Zuschauer: 11.369 Schiedsrichter: Matt Cecchin, Alan Shortall |
| 8. März 16:30 | (6:8) Bericht    |        |                   | Sportingbet Stadium, Sydney Zuschauer: 11.369 Schiedsrichter: Matt Cecchin, Alan Shortall |

| 8. März 19:00 | Manly-Warringah Sea Eagles | 22 : 23 | Melbourne Storm | Brookvale Oval, Sydney Zuschauer: 14.200 Schiedsrichter: Gerard Sutton, Gavin Reynolds |
| 8. März 19:00 | (20:4) Bericht             |         |                 | Brookvale Oval, Sydney Zuschauer: 14.200 Schiedsrichter: Gerard Sutton, Gavin Reynolds |

| 8. März 20:00 | North Queensland Cowboys | 28 : 22 | Canberra Raiders | 1300SMILES Stadium, Townsville Zuschauer: 12.121 Schiedsrichter: Gavin Badger, Brett Suttor |
| 8. März 20:00 | (10:16) Bericht          |         |                  | 1300SMILES Stadium, Townsville Zuschauer: 12.121 Schiedsrichter: Gavin Badger, Brett Suttor |

| 9. März 15:00 | St. George Illawarra Dragons | 44 : 24 | Wests Tigers | ANZ Stadium, Sydney Zuschauer: 19.860 Schiedsrichter: Ashley Klein, Adam Gee |
| 9. März 15:00 | (20:18) Bericht              |         |              | ANZ Stadium, Sydney Zuschauer: 19.860 Schiedsrichter: Ashley Klein, Adam Gee |

| 9. März 15:00 | Parramatta Eels | 36 : 16 | New Zealand Warriors | Pirtek Stadium, Sydney Zuschauer: 14.397 Schiedsrichter: Adam Devcich, Henry Perenara |
| 9. März 15:00 | (14:12) Bericht |         |                      | Pirtek Stadium, Sydney Zuschauer: 14.397 Schiedsrichter: Adam Devcich, Henry Perenara |

| 10. März 19:00 | Cronulla-Sutherland Sharks | 12 : 18 | Gold Coast Titans | Remondis Stadium, Sydney Zuschauer: 9.321 Schiedsrichter: Jared Maxwell, Grant Atkins |
| 10. März 19:00 | (6:10) Bericht             |         |                   | Remondis Stadium, Sydney Zuschauer: 9.321 Schiedsrichter: Jared Maxwell, Grant Atkins |

## Runde 2
| 14. März 19:40 | Manly-Warringah Sea Eagles | 14 : 12 | South Sydney Rabbitohs | Bluetongue Stadium, Gosford Zuschauer: 15.120 Schiedsrichter: Shayne Hayne, Chris James |
| 14. März 19:40 | (6:4) Bericht              |         |                        | Bluetongue Stadium, Gosford Zuschauer: 15.120 Schiedsrichter: Shayne Hayne, Chris James |

| 14. März 19:40 | Brisbane Broncos | 16 : 12 | North Queensland Cowboys | Suncorp Stadium, Brisbane Zuschauer: 43.303 Schiedsrichter: Ben Cummins, Gavin Reynolds |
| 14. März 19:40 | (10:6) Bericht   |         |                          | Suncorp Stadium, Brisbane Zuschauer: 43.303 Schiedsrichter: Ben Cummins, Gavin Reynolds |

| 15. März 17:00 | New Zealand Warriors | 12 : 31 | St. George Illawarra Dragons | Eden Park, Auckland Zuschauer: 14.392 Schiedsrichter: Jared Maxwell, Grant Atkins |
| 15. März 17:00 | (12:6) Bericht       |         |                              | Eden Park, Auckland Zuschauer: 14.392 Schiedsrichter: Jared Maxwell, Grant Atkins |

| 15. März 17:30 | Melbourne Storm | 18 : 17 | Penrith Panthers | AAMI Park, Melbourne Zuschauer: 13.952 Schiedsrichter: Ashley Klein, Adam Gee |
| 15. März 17:30 | (14:10) Bericht |         |                  | AAMI Park, Melbourne Zuschauer: 13.952 Schiedsrichter: Ashley Klein, Adam Gee |

| 15. März 19:30 | Sydney Roosters | 56 : 4 | Parramatta Eels | Allianz Stadium, Sydney Zuschauer: 13.269 Schiedsrichter: Gavin Badger, Brett Suttor |
| 15. März 19:30 | (16:4) Bericht  |        |                 | Allianz Stadium, Sydney Zuschauer: 13.269 Schiedsrichter: Gavin Badger, Brett Suttor |

| 16. März 14:00 | Gold Coast Titans | 12 : 42 | Wests Tigers | Cbus Super Stadium, Gold Coast Zuschauer: 12.038 Schiedsrichter: Gerard Sutton, David Munro |
| 16. März 14:00 | (6:22) Bericht    |         |              | Cbus Super Stadium, Gold Coast Zuschauer: 12.038 Schiedsrichter: Gerard Sutton, David Munro |

| 16. März 18:30 | Newcastle Knights | 20 : 26 | Canberra Raiders | Hunter Stadium, Newcastle Zuschauer: 14.674 Schiedsrichter: Adam Devcich, Henry Perenara |
| 16. März 18:30 | (10:10) Bericht   |         |                  | Hunter Stadium, Newcastle Zuschauer: 14.674 Schiedsrichter: Adam Devcich, Henry Perenara |

| 17. März 19:00 | Canterbury-Bankstown Bulldogs | 42 : 4 | Cronulla-Sutherland Sharks | ANZ Stadium, Sydney Zuschauer: 12.057 Schiedsrichter: Matt Cecchin, Alan Shortall |
| 17. März 19:00 | (24:0) Bericht                |        |                            | ANZ Stadium, Sydney Zuschauer: 12.057 Schiedsrichter: Matt Cecchin, Alan Shortall |

## Runde 3
| 21. März 19:40 | Wests Tigers   | 25 : 16 | South Sydney Rabbitohs | ANZ Stadium, Sydney Zuschauer: 20.061 Schiedsrichter: Matt Cecchin, Alan Shortall |
| 21. März 19:40 | (14:6) Bericht |         |                        | ANZ Stadium, Sydney Zuschauer: 20.061 Schiedsrichter: Matt Cecchin, Alan Shortall |

| 21. März 19:40 | Brisbane Broncos | 26 : 30 | Sydney Roosters | Suncorp Stadium, Brisbane Zuschauer: 33.381 Schiedsrichter: Shayne Hayne, Chris James |
| 21. März 19:40 | (12:12) Bericht  |         |                 | Suncorp Stadium, Brisbane Zuschauer: 33.381 Schiedsrichter: Shayne Hayne, Chris James |

| 22. März 16:30 | Penrith Panthers | 18 : 16 | Canterbury-Bankstown Bulldogs | Sportingbet Stadium, Sydney Zuschauer: 13.291 Schiedsrichter: Ben Cummins, Gavin Reynolds |
| 22. März 16:30 | (10:6) Bericht   |         |                               | Sportingbet Stadium, Sydney Zuschauer: 13.291 Schiedsrichter: Ben Cummins, Gavin Reynolds |

| 22. März 19:00 | Cronulla-Sutherland Sharks | 12 : 14 | St. George Illawarra Dragons | Remondis Stadium, Sydney Zuschauer: 14.821 Schiedsrichter: Adam Devcich, Henry Perenara |
| 22. März 19:00 | (6:14) Bericht             |         |                              | Remondis Stadium, Sydney Zuschauer: 14.821 Schiedsrichter: Adam Devcich, Henry Perenara |

| 22. März 20:00 | North Queensland Cowboys | 16 : 20 | New Zealand Warriors | 1300SMILES Stadium, Townsville Zuschauer: 12.738 Schiedsrichter: Ashley Klein, Adam Gee |
| 22. März 20:00 | (6:8) Bericht            |         |                      | 1300SMILES Stadium, Townsville Zuschauer: 12.738 Schiedsrichter: Ashley Klein, Adam Gee |

| 23. März 15:00 | Manly-Warringah Sea Eagles | 22 : 18 | Parramatta Eels | Brookvale Oval, Sydney Zuschauer: 14.135 Schiedsrichter: Jared Maxwell, Grant Atkins |
| 23. März 15:00 | (10:0) Bericht             |         |                 | Brookvale Oval, Sydney Zuschauer: 14.135 Schiedsrichter: Jared Maxwell, Grant Atkins |

| 23. März 18:30 | Canberra Raiders | 12 : 24 | Gold Coast Titans | Canberra Stadium, Canberra Zuschauer: 9.636 Schiedsrichter: Gavin Badger, Brett Suttor |
| 23. März 18:30 | (12:6) Bericht   |         |                   | Canberra Stadium, Canberra Zuschauer: 9.636 Schiedsrichter: Gavin Badger, Brett Suttor |

| 24. März 19:00 | Melbourne Storm | 28 : 20 | Newcastle Knights | AAMI Park, Melbourne Zuschauer: 11.490 Schiedsrichter: Gerard Sutton, Gavin Morris |
| 24. März 19:00 | (18:10) Bericht |         |                   | AAMI Park, Melbourne Zuschauer: 11.490 Schiedsrichter: Gerard Sutton, Gavin Morris |

## Runde 4
| 28. März 19:40 | Sydney Roosters | 0 : 8 | Manly-Warringah Sea Eagles | Allianz Stadium, Sydney Zuschauer: 14.902 Schiedsrichter: Ben Cummins, Gavin Reynolds |
| 28. März 19:40 | (0:6) Bericht   |       |                            | Allianz Stadium, Sydney Zuschauer: 14.902 Schiedsrichter: Ben Cummins, Gavin Reynolds |

| 28. März 20:00 | St. George Illawarra Dragons | 20 : 36 | Brisbane Broncos | WIN Stadium, Sydney Zuschauer: 10.526 Schiedsrichter: Gerard Sutton, Gavin Morris |
| 28. März 20:00 | (10:18) Bericht              |         |                  | WIN Stadium, Sydney Zuschauer: 10.526 Schiedsrichter: Gerard Sutton, Gavin Morris |

| 29. März 17:00 | New Zealand Warriors | 42 : 18 | Wests Tigers | Westpac Stadium, Wellington Zuschauer: 22.512 Schiedsrichter: Matt Cecchin, Brett Suttor |
| 29. März 17:00 | (14:12) Bericht      |         |              | Westpac Stadium, Wellington Zuschauer: 22.512 Schiedsrichter: Matt Cecchin, Brett Suttor |

| 29. März 17:30 | Parramatta Eels | 32 : 16 | Penrith Panthers | Pirtek Stadium, Sydney Zuschauer: 14.448 Schiedsrichter: Shayne Hayne, Henry Perenara |
| 29. März 17:30 | (12:10) Bericht |         |                  | Pirtek Stadium, Sydney Zuschauer: 14.448 Schiedsrichter: Shayne Hayne, Henry Perenara |

| 29. März 19:30 | Canterbury-Bankstown Bulldogs | 40 : 12 | Melbourne Storm | nib Stadium, Perth Zuschauer: 12.014 Schiedsrichter: Ashley Klein, Adam Gee |
| 29. März 19:30 | (12:10) Bericht               |         |                 | nib Stadium, Perth Zuschauer: 12.014 Schiedsrichter: Ashley Klein, Adam Gee |

| 30. März 14:00 | South Sydney Rabbitohs | 18 : 30 | Canberra Raiders | ANZ Stadium, Sydney Zuschauer: 16.032 Schiedsrichter: Jared Maxwell, Gavin Atkins |
| 30. März 14:00 | (0:22) Bericht         |         |                  | ANZ Stadium, Sydney Zuschauer: 16.032 Schiedsrichter: Jared Maxwell, Gavin Atkins |

| 30. März 15:00 | Newcastle Knights | 30 : 0 | Cronulla-Sutherland Sharks | Hunter Stadium, Newcastle Zuschauer: 18.196 Schiedsrichter: Gavin Badger, Alan Shortall |
| 30. März 15:00 | (26:0) Bericht    |        |                            | Hunter Stadium, Newcastle Zuschauer: 18.196 Schiedsrichter: Gavin Badger, Alan Shortall |

| 31. März 18:30 | Gold Coast Titans | 13 : 12 | North Queensland Cowboys | Cbus Super Stadium, Gold Coast Zuschauer: 9.482 Schiedsrichter: Adam Devcich, Chris James |
| 31. März 18:30 | (0:6) Bericht     |         |                          | Cbus Super Stadium, Gold Coast Zuschauer: 9.482 Schiedsrichter: Adam Devcich, Chris James |

## Runde 5
| 4. April 19:40 | Sydney Roosters | 8 : 9 | Canterbury-Bankstown Bulldogs | Allianz Stadium, Sydney Zuschauer: 12.854 Schiedsrichter: Shayne Hayne, Henry Perenara |
| 4. April 19:40 | (8:8) Bericht   |       |                               | Allianz Stadium, Sydney Zuschauer: 12.854 Schiedsrichter: Shayne Hayne, Henry Perenara |

| 4. April 19:40 | Brisbane Broncos | 18 : 25 | Parramatta Eels | Suncorp Stadium, Brisbane Zuschauer: 32.009 Schiedsrichter: Matt Cecchin, Grant Atkins |
| 4. April 19:40 | (6:16) Bericht   |         |                 | Suncorp Stadium, Brisbane Zuschauer: 32.009 Schiedsrichter: Matt Cecchin, Grant Atkins |

| 5. April 15:00 | Cronulla-Sutherland Sharks | 37 : 6 | New Zealand Warriors | Remondis Stadium, Sydney Zuschauer: 11.307 Schiedsrichter: Gavin Morris, Gavin Reynolds |
| 5. April 15:00 | (16:0) Bericht             |        |                      | Remondis Stadium, Sydney Zuschauer: 11.307 Schiedsrichter: Gavin Morris, Gavin Reynolds |

| 5. April 17:30 | Penrith Panthers | 12 : 6 | Canberra Raiders | Sportingbet Stadium, Sydney Zuschauer: 7.667 Schiedsrichter: Adam Devcich, Chris James |
| 5. April 17:30 | (8:0) Bericht    |        |                  | Sportingbet Stadium, Sydney Zuschauer: 7.667 Schiedsrichter: Adam Devcich, Chris James |

| 5. April 19:30 | St. George Illawarra Dragons | 6 : 26 | South Sydney Rabbitohs | Sydney Cricket Ground, Sydney Zuschauer: 24.368 Schiedsrichter: Gavin Badger, Alan Shortall |
| 5. April 19:30 | (0:14) Bericht               |        |                        | Sydney Cricket Ground, Sydney Zuschauer: 24.368 Schiedsrichter: Gavin Badger, Alan Shortall |

| 6. April 14:00 | Melbourne Storm | 26 : 28 | Gold Coast Titans | AAMI Park, Melbourne Zuschauer: 11.930 Schiedsrichter: Ben Cummins, Brett Suttor |
| 6. April 14:00 | (12:14) Bericht |         |                   | AAMI Park, Melbourne Zuschauer: 11.930 Schiedsrichter: Ben Cummins, Brett Suttor |

| 6. April 15:00 | Wests Tigers   | 34 : 18 | Manly-Warringah Sea Eagles | Leichhardt Oval, Sydney Zuschauer: 16.311 Schiedsrichter: Ashley Klein, Adam Gee |
| 6. April 15:00 | (26:6) Bericht |         |                            | Leichhardt Oval, Sydney Zuschauer: 16.311 Schiedsrichter: Ashley Klein, Adam Gee |

| 7. April 19:00 | North Queensland Cowboys | 28 : 2 | Newcastle Knights | 1300SMILES Stadium, Townsville Zuschauer: 11.189 Schiedsrichter: Gerard Sutton, David Munro |
| 7. April 19:00 | (16:2) Bericht           |        |                   | 1300SMILES Stadium, Townsville Zuschauer: 11.189 Schiedsrichter: Gerard Sutton, David Munro |

## Runde 6
| 11. April 19:40 | Penrith Panthers | 2 : 18 | South Sydney Rabbitohs | Sportingbet Stadium, Sydney Zuschauer: 11.764 Schiedsrichter: Ashley Klein, Adam Gee |
| 11. April 19:40 | (2:2) Bericht    |        |                        | Sportingbet Stadium, Sydney Zuschauer: 11.764 Schiedsrichter: Ashley Klein, Adam Gee |

| 11. April 19:40 | Gold Coast Titans | 12 : 8 | Brisbane Broncos | Cbus Super Stadium, Gold Coast Zuschauer: 20.524 Schiedsrichter: Shayne Hayne, Chris James |
| 11. April 19:40 | (0:6) Bericht     |        |                  | Cbus Super Stadium, Gold Coast Zuschauer: 20.524 Schiedsrichter: Shayne Hayne, Chris James |

| 12. April 15:00 | Canberra Raiders | 12 : 26 | Newcastle Knights | Canberra Stadium, Canberra Zuschauer: 9.519 Schiedsrichter: Jared Maxwell, Henry Perenara |
| 12. April 15:00 | (12:12) Bericht  |         |                   | Canberra Stadium, Canberra Zuschauer: 9.519 Schiedsrichter: Jared Maxwell, Henry Perenara |

| 12. April 17:30 | Parramatta Eels | 14 : 12 | Sydney Roosters | Pirtek Stadium, Sydney Zuschauer: 15.312 Schiedsrichter: Gerard Sutton, David Munro |
| 12. April 17:30 | (10:12) Bericht |         |                 | Pirtek Stadium, Sydney Zuschauer: 15.312 Schiedsrichter: Gerard Sutton, David Munro |

| 12. April 19:30 | Wests Tigers  | 16 : 4 | North Queensland Cowboys | Campbelltown Stadium, Sydney Zuschauer: 6.456 Schiedsrichter: Gavin Morris, Gavin Reynolds |
| 12. April 19:30 | (6:4) Bericht |        |                          | Campbelltown Stadium, Sydney Zuschauer: 6.456 Schiedsrichter: Gavin Morris, Gavin Reynolds |

| 13. April 16:00 | New Zealand Warriors | 20 : 21 | Canterbury-Bankstown Bulldogs | Eden Park, Auckland Zuschauer: 22.165 Schiedsrichter: Ben Cummins, Brett Suttor |
| 13. April 16:00 | (10:6) Bericht       |         |                               | Eden Park, Auckland Zuschauer: 22.165 Schiedsrichter: Ben Cummins, Brett Suttor |

| 13. April 15:00 | Manly-Warringah Sea Eagles | 24 : 4 | Cronulla-Sutherland Sharks | Brookvale Oval, Sydney Zuschauer: 9.065 Schiedsrichter: Gavin Badger, Adam Devcich |
| 13. April 15:00 | (20:0) Bericht             |        |                            | Brookvale Oval, Sydney Zuschauer: 9.065 Schiedsrichter: Gavin Badger, Adam Devcich |

| 14. April 19:00 | Melbourne Storm | 28 : 24 | St. George Illawarra Dragons | AAMI Park, Melbourne Zuschauer: 13.130 Schiedsrichter: Matt Cecchin, Gavin Atkins |
| 14. April 19:00 | (10:12) Bericht |         |                              | AAMI Park, Melbourne Zuschauer: 13.130 Schiedsrichter: Matt Cecchin, Gavin Atkins |

## Runde 7
| 18. April 16:00 | South Sydney Rabbitohs | 14 : 15 | Canterbury-Bankstown Bulldogs | ANZ Stadium, Sydney Zuschauer: 43.255 Schiedsrichter: Shayne Hayne, Ben Cummins |
| 18. April 16:00 | (8:0) Bericht          |         |                               | ANZ Stadium, Sydney Zuschauer: 43.255 Schiedsrichter: Shayne Hayne, Ben Cummins |

- Die Bulldogs wurden durch diesen Sieg das erste NRL-Team, das drei Spiele in Folge mit einem Punkt Unterschied gewann.

| 18. April 19:40 | Newcastle Knights | 6 : 32 | Brisbane Broncos | Hunter Stadium, New South Wales Zuschauer: 22.278 Schiedsrichter: Ashley Klein, Adam Gee |
| 18. April 19:40 | (6:16) Bericht    |        |                  | Hunter Stadium, New South Wales Zuschauer: 22.278 Schiedsrichter: Ashley Klein, Adam Gee |

| 18. April 19:40 | Manly-Warringah Sea Eagles | 26 : 21 | North Queensland Cowboys | Bluetongue Stadium, Sydney Zuschauer: 10.012 Schiedsrichter: Gavin Badger, Adam Devcich |
| 18. April 19:40 | (6:14) Bericht             |         |                          | Bluetongue Stadium, Sydney Zuschauer: 10.012 Schiedsrichter: Gavin Badger, Adam Devcich |

| 19. April 17:30 | St. George Illawarra Dragons | 20 : 10 | New Zealand Warriors | WIN Jubilee Oval, Sydney Zuschauer: 10.801 Schiedsrichter: Jared Maxwell, Chris James |
| 19. April 17:30 | (12:0) Bericht               |         |                      | WIN Jubilee Oval, Sydney Zuschauer: 10.801 Schiedsrichter: Jared Maxwell, Chris James |

| 19. April 19:30 | Cronulla-Sutherland Sharks | 18 : 24 | Sydney Roosters | Remondis Stadium, Sydney Zuschauer: 12.100 Schiedsrichter: Henry Perenara, Alan Shortall |
| 19. April 19:30 | (6:12) Bericht             |         |                 | Remondis Stadium, Sydney Zuschauer: 12.100 Schiedsrichter: Henry Perenara, Alan Shortall |

| 20. April 15:00 | Canberra Raiders | 24 : 22 | Melbourne Storm | Canberra Stadium, Canberra Zuschauer: 10.941 Schiedsrichter: Gerard Sutton, David Munro |
| 20. April 15:00 | (12:16) Bericht  |         |                 | Canberra Stadium, Canberra Zuschauer: 10.941 Schiedsrichter: Gerard Sutton, David Munro |

| 21. April 16:00 | Wests Tigers  | 21 : 18 | Parramatta Eels | ANZ Stadium, Sydney Zuschauer: 50.688 Schiedsrichter: Matt Cecchin, Grant Atkins |
| 21. April 16:00 | (6:8) Bericht |         |                 | ANZ Stadium, Sydney Zuschauer: 50.688 Schiedsrichter: Matt Cecchin, Grant Atkins |

| 21. April 19:00 | Penrith Panthers | 14 : 12 | Gold Coast Titans | Sportingbet Stadium, Sydney Zuschauer: 9.555 Schiedsrichter: Gavin Morris, Gavin Reynolds |
| 21. April 19:00 | (12:6) Bericht   |         |                   | Sportingbet Stadium, Sydney Zuschauer: 9.555 Schiedsrichter: Gavin Morris, Gavin Reynolds |

## Runde 8
| 25. April 16:00 | Sydney Roosters | 34 : 14 | St. George Illawarra Dragons | Allianz Stadium, Sydney Zuschauer: 38.784 Schiedsrichter: Shayne Hayne, Gavin Morris |
| 25. April 16:00 | (18:8) Bericht  |         |                              | Allianz Stadium, Sydney Zuschauer: 38.784 Schiedsrichter: Shayne Hayne, Gavin Morris |

| 25. April 18:00 | Melbourne Storm | 10 : 16 | New Zealand Warriors | AAMI Park, Melbourne Zuschauer: 28.716 Schiedsrichter: Ashley Klein, Adam Gee |
| 25. April 18:00 | (6:12) Bericht  |         |                      | AAMI Park, Melbourne Zuschauer: 28.716 Schiedsrichter: Ashley Klein, Adam Gee |

| 25. April 20:00 | Brisbane Broncos | 26 : 28 | South Sydney Rabbitohs | Suncorp Stadium, Brisbane Zuschauer: 44.122 Schiedsrichter: Gavin Badger, Gavin Atkins |
| 25. April 20:00 | (16:14) Bericht  |         |                        | Suncorp Stadium, Brisbane Zuschauer: 44.122 Schiedsrichter: Gavin Badger, Gavin Atkins |

| 26. April 15:00 | Cronulla-Sutherland Sharks | 24 : 20 | Penrith Panthers | Remondis Stadium, Sydney Zuschauer: 13.669 Schiedsrichter: Matt Cecchin, Adam Devcich |
| 26. April 15:00 | (10:12) Bericht            |         |                  | Remondis Stadium, Sydney Zuschauer: 13.669 Schiedsrichter: Matt Cecchin, Adam Devcich |

| 26. April 17:30 | North Queensland Cowboys | 42 : 14 | Parramatta Eels | 1300SMILES Stadium, Townsville Zuschauer: 13.285 Schiedsrichter: Ben Cummins, Gavin Reynolds |
| 26. April 17:30 | (18:14) Bericht          |         |                 | 1300SMILES Stadium, Townsville Zuschauer: 13.285 Schiedsrichter: Ben Cummins, Gavin Reynolds |

| 26. April 19:30 | Canterbury-Bankstown Bulldogs | 16 : 12 | Newcastle Knights | ANZ Stadium, Sydney Zuschauer: 15.286 Schiedsrichter: Henry Perenara, Alan Shortall |
| 26. April 19:30 | (10:4) Bericht                |         |                   | ANZ Stadium, Sydney Zuschauer: 15.286 Schiedsrichter: Henry Perenara, Alan Shortall |

| 27. April 14:00 | Manly-Warringah Sea Eagles | 54 : 18 | Canberra Raiders | Brookvale Oval, Sydney Zuschauer: 8.817 Schiedsrichter: Jared Maxwell, Chris James |
| 27. April 14:00 | (42:4) Bericht             |         |                  | Brookvale Oval, Sydney Zuschauer: 8.817 Schiedsrichter: Jared Maxwell, Chris James |

| 27. April 15:00 | Wests Tigers   | 6 : 22 | Gold Coast Titans | Leichhardt Oval, Sydney Zuschauer: 8.929 Schiedsrichter: Gerard Sutton, David Munro |
| 27. April 15:00 | (0:16) Bericht |        |                   | Leichhardt Oval, Sydney Zuschauer: 8.929 Schiedsrichter: Gerard Sutton, David Munro |

## Runde 9
| 9. Mai 19:40 | Sydney Roosters | 30 : 6 | Wests Tigers | Allianz Stadium, Sydney Zuschauer: 16.024 Schiedsrichter: Matt Cecchin, Chris James |
| 9. Mai 19:40 | (14:0) Bericht  |        |              | Allianz Stadium, Sydney Zuschauer: 16.024 Schiedsrichter: Matt Cecchin, Chris James |

| 9. Mai 19:40 | North Queensland Cowboys | 27 : 14 | Brisbane Broncos | 1300SMILES Stadium, Townsville Zuschauer: 21.340 Schiedsrichter: Gerard Sutton, Gavin Reynolds |
| 9. Mai 19:40 | (14:0) Bericht           |         |                  | 1300SMILES Stadium, Townsville Zuschauer: 21.340 Schiedsrichter: Gerard Sutton, Gavin Reynolds |

| 10. Mai 17:00 | New Zealand Warriors | 54 : 12 | Canberra Raiders | Eden Park, Auckland Zuschauer: 18.165 Schiedsrichter: Gavin Morris, Henry Perenara |
| 10. Mai 17:00 | (24:6) Bericht       |         |                  | Eden Park, Auckland Zuschauer: 18.165 Schiedsrichter: Gavin Morris, Henry Perenara |

| 10. Mai 17:30 | Gold Coast Titans | 18 : 40 | South Sydney Rabbitohs | Cbus Super Stadium, Gold Coast Zuschauer: 19.107 Schiedsrichter: Ben Cummins, David Munro |
| 10. Mai 17:30 | (12:22) Bericht   |         |                        | Cbus Super Stadium, Gold Coast Zuschauer: 19.107 Schiedsrichter: Ben Cummins, David Munro |

| 10. Mai 19:30 | Melbourne Storm | 22 : 19 | Manly-Warringah Sea Eagles | AAMI Park, Melbourne Zuschauer: 13.273 Schiedsrichter: Shayne Hayne, Adam Gee |
| 10. Mai 19:30 | (4:5) Bericht   |         |                            | AAMI Park, Melbourne Zuschauer: 13.273 Schiedsrichter: Shayne Hayne, Adam Gee |

| 11. Mai 14:00 | Newcastle Knights | 10 : 32 | Penrith Panthers | Hunter Stadium, Newcastle Zuschauer: 13.682 Schiedsrichter: Jarred Maxwell, Brett Suttor |
| 11. Mai 14:00 | (10:16) Bericht   |         |                  | Hunter Stadium, Newcastle Zuschauer: 13.682 Schiedsrichter: Jarred Maxwell, Brett Suttor |

| 11. Mai 15:00 | Canterbury-Bankstown Bulldogs | 38 : 6 | St. George Illawarra Dragons | ANZ Stadium, Sydney Zuschauer: 21.077 Schiedsrichter: Gavin Badger, Grant Atkins |
| 11. Mai 15:00 | (22:0) Bericht                |        |                              | ANZ Stadium, Sydney Zuschauer: 21.077 Schiedsrichter: Gavin Badger, Grant Atkins |

| 12. Mai 19:00 | Parramatta Eels | 42 : 24 | Cronulla-Sutherland Sharks | Pirtek Stadium, Sydney Zuschauer: 12.541 Schiedsrichter: Adam Devcich, Alan Shortall |
| 12. Mai 19:00 | (22:12) Bericht |         |                            | Pirtek Stadium, Sydney Zuschauer: 12.541 Schiedsrichter: Adam Devcich, Alan Shortall |

## Runde 10
| 16. Mai 19:40 | South Sydney Rabbitohs | 14 : 27 | Melbourne Storm | ANZ Stadium, Sydney Zuschauer: 18.508 Schiedsrichter: Gerard Sutton, Gavin Reynolds |
| 16. Mai 19:40 | (4:20) Bericht         |         |                 | ANZ Stadium, Sydney Zuschauer: 18.508 Schiedsrichter: Gerard Sutton, Gavin Reynolds |

| 16. Mai 19:40 | Brisbane Broncos | 22 : 8 | Gold Coast Titans | Suncorp Stadium, Brisbane Zuschauer: 31.380 Schiedsrichter: Ben Cummins, David Munro |
| 16. Mai 19:40 | (4:8) Bericht    |        |                   | Suncorp Stadium, Brisbane Zuschauer: 31.380 Schiedsrichter: Ben Cummins, David Munro |

| 17. Mai 15:00 | Parramatta Eels | 36 : 0 | St. George Illawarra Dragons | Pirtek Stadium, Sydney Zuschauer: 18.631 Schiedsrichter: Jarred Maxwell, Chris James |
| 17. Mai 15:00 | (12:0) Bericht  |        |                              | Pirtek Stadium, Sydney Zuschauer: 18.631 Schiedsrichter: Jarred Maxwell, Chris James |

| 17. Mai 17:30 | Cronulla-Sutherland Sharks | 20 : 22 | Wests Tigers | Remondis Stadium, Sydney Zuschauer: 15.869 Schiedsrichter: Gavin Morris, Henry Perenara |
| 17. Mai 17:30 | (8:10) Bericht             |         |              | Remondis Stadium, Sydney Zuschauer: 15.869 Schiedsrichter: Gavin Morris, Henry Perenara |

| 17. Mai 19:30 | North Queensland Cowboys | 42 : 10 | Sydney Roosters | 1300SMILES Stadium, Townsville Zuschauer: 15.361 Schiedsrichter: Shayne Hayne, Adam Gee |
| 17. Mai 19:30 | (30:6) Bericht           |         |                 | 1300SMILES Stadium, Townsville Zuschauer: 15.361 Schiedsrichter: Shayne Hayne, Adam Gee |

| 18. Mai 14:00 | Canberra Raiders | 20 : 26 | Penrith Panthers | Canberra Stadium, Canberra Zuschauer: 8.892 Schiedsrichter: Gavin Badger, Gavin Atkins |
| 18. Mai 14:00 | (16:14) Bericht  |         |                  | Canberra Stadium, Canberra Zuschauer: 8.892 Schiedsrichter: Gavin Badger, Gavin Atkins |

| 18. Mai 16:00 | New Zealand Warriors | 12 : 16 | Canterbury-Bankstown Bulldogs | Waikato Stadium, Hamilton Zuschauer: 17.673 Schiedsrichter: Ashley Klein, Alan Shortall |
| 18. Mai 16:00 | (6:4) Bericht        |         |                               | Waikato Stadium, Hamilton Zuschauer: 17.673 Schiedsrichter: Ashley Klein, Alan Shortall |

| 19. Mai 19:00 | Manly-Warringah Sea Eagles | 15 : 14 | Newcastle Knights | Brookvale Oval, Sydney Zuschauer: 8.655 Schiedsrichter: Matt Cecchin, Adam Devcich |
| 19. Mai 19:00 | (0:6) Bericht              |         |                   | Brookvale Oval, Sydney Zuschauer: 8.655 Schiedsrichter: Matt Cecchin, Adam Devcich |

## Runde 11
| 23. Mai 19:45 | Canterbury-Bankstown Bulldogs | 12 : 32 | Sydney Roosters | ANZ Stadium, Sydney Zuschauer: 19.088 Schiedsrichter: Ashley Klein, Adam Gee |
| 23. Mai 19:45 | (8:10) Bericht                |         |                 | ANZ Stadium, Sydney Zuschauer: 19.088 Schiedsrichter: Ashley Klein, Adam Gee |

| 24. Mai 17:30 | Gold Coast Titans | 16 : 24 | New Zealand Warriors | Cbus Super Stadium, Gold Coast Zuschauer: 18.753 Schiedsrichter: Gavin Morris, Henry Perenara |
| 24. Mai 17:30 | (16:14) Bericht   |         |                      | Cbus Super Stadium, Gold Coast Zuschauer: 18.753 Schiedsrichter: Gavin Morris, Henry Perenara |

| 24. Mai 19:30 | Wests Tigers  | 14 : 16 | Brisbane Broncos | Campbelltown Stadium, Sydney Zuschauer: 16.511 Schiedsrichter: Gavin Badger, Gavin Reynolds |
| 24. Mai 19:30 | (0:6) Bericht |         |                  | Campbelltown Stadium, Sydney Zuschauer: 16.511 Schiedsrichter: Gavin Badger, Gavin Reynolds |

| 25. Mai 15:00 | Canberra Raiders | 42 : 12 | North Queensland Cowboys | Canberra Stadium, Canberra Zuschauer: 8.412 Schiedsrichter: Gerard Sutton, Jared Maxwell |
| 25. Mai 15:00 | (18:6) Bericht   |         |                          | Canberra Stadium, Canberra Zuschauer: 8.412 Schiedsrichter: Gerard Sutton, Jared Maxwell |

| 26. Mai 19:00 | Cronulla-Sutherland Sharks | 0 : 18 | South Sydney Rabbitohs | Remondis Stadium, Sydney Zuschauer: 8.137 Schiedsrichter: Matt Cecchin, Gavin Atkins |
| 26. Mai 19:00 | (0:8) Bericht              |        |                        | Remondis Stadium, Sydney Zuschauer: 8.137 Schiedsrichter: Matt Cecchin, Gavin Atkins |

- Die Rabbitohs gewannen das erste Mal seit 1999 zu null.

## Runde 12
| 30. Mai 19:45 | Penrith Panthers | 38 : 12 | Parramatta Eels | Sportingbet Stadium, Sydney Zuschauer: 19.141 Schiedsrichter: Matt Cecchin, Gavin Morris |
| 30. Mai 19:45 | (18:0) Bericht   |         |                 | Sportingbet Stadium, Sydney Zuschauer: 19.141 Schiedsrichter: Matt Cecchin, Gavin Morris |

| 31. Mai 17:30 | Sydney Roosters | 26 : 12 | Canberra Raiders | Allianz Stadium, Sydney Zuschauer: 11.815 Schiedsrichter: Gerard Sutton, Jared Maxwell |
| 31. Mai 17:30 | (18:0) Bericht  |         |                  | Allianz Stadium, Sydney Zuschauer: 11.815 Schiedsrichter: Gerard Sutton, Jared Maxwell |

| 31. Mai 19:30 | North Queensland Cowboys | 22 : 0 | Melbourne Storm | 1300SMILES Stadium, Townsville Zuschauer: 12.392 Schiedsrichter: Ashley Klein, Adam Gee |
| 31. Mai 19:30 | (16:0) Bericht           |        |                 | 1300SMILES Stadium, Townsville Zuschauer: 12.392 Schiedsrichter: Ashley Klein, Adam Gee |

| 1. Juni 15:00 | Brisbane Broncos | 36 : 10 | Manly-Warringah Sea Eagles | Suncorp Stadium, Brisbane Zuschauer: 32.017 Schiedsrichter: Ben Cummins, David Munro |
| 1. Juni 15:00 | (20:4) Bericht   |         |                            | Suncorp Stadium, Brisbane Zuschauer: 32.017 Schiedsrichter: Ben Cummins, David Munro |

| 1. Juni 16:00 | New Zealand Warriors | 38 : 18 | Newcastle Knights | Mount Smart Stadium, Auckland Zuschauer: 19.068 Schiedsrichter: Gavin Badger, Gavin Reynolds |
| 1. Juni 16:00 | (22:12) Bericht      |         |                   | Mount Smart Stadium, Auckland Zuschauer: 19.068 Schiedsrichter: Gavin Badger, Gavin Reynolds |

| 2. Juni 19:00 | South Sydney Rabbitohs | 29 : 10 | St. George Illawarra Dragons | ANZ Stadium, Sydney Zuschauer: 11.771 Schiedsrichter: Shayne Hayne, Henry Perenara |
| 2. Juni 19:00 | (18:4) Bericht         |         |                              | ANZ Stadium, Sydney Zuschauer: 11.771 Schiedsrichter: Shayne Hayne, Henry Perenara |

## Runde 13
| 6. Juni 19:40 | Manly-Warringah Sea Eagles | 32 : 10 | Canterbury-Bankstown Bulldogs | Brookvale Oval, Sydney Zuschauer: 9.235 Schiedsrichter: Gerard Sutton, Gavin Morris |
| 6. Juni 19:40 | (18:6) Bericht             |         |                               | Brookvale Oval, Sydney Zuschauer: 9.235 Schiedsrichter: Gerard Sutton, Gavin Morris |

| 6. Juni 19:40 | Parramatta Eels | 18 : 16 | North Queensland Cowboys | Pirtek Stadium, Sydney Zuschauer: 10.142 Schiedsrichter: Ben Cummins, Gavin Reynolds |
| 6. Juni 19:40 | (14:6) Bericht  |         |                          | Pirtek Stadium, Sydney Zuschauer: 10.142 Schiedsrichter: Ben Cummins, Gavin Reynolds |

| 7. Juni 17:30 | Gold Coast Titans | 14 : 36 | Penrith Panthers | Cbus Super Stadium, Gold Coast Zuschauer: 10.507 Schiedsrichter: Matt Cecchin, Grant Atkins |
| 7. Juni 17:30 | (8:14) Bericht    |         |                  | Cbus Super Stadium, Gold Coast Zuschauer: 10.507 Schiedsrichter: Matt Cecchin, Grant Atkins |

| 7. Juni 19:30 | St. George Illawarra Dragons | 30 : 0 | Cronulla-Sutherland Sharks | WIN Stadium, Sydney Zuschauer: 12.079 Schiedsrichter: Gavin Badger, Chris James |
| 7. Juni 19:30 | (18:0) Bericht               |        |                            | WIN Stadium, Sydney Zuschauer: 12.079 Schiedsrichter: Gavin Badger, Chris James |

| 7. Juni 19:30 | South Sydney Rabbitohs | 34 : 18 | New Zealand Warriors | nib Stadium, Perth Zuschauer: 20.267 Schiedsrichter: Jared Maxwell, David Munro |
| 7. Juni 19:30 | (6:10) Bericht         |         |                      | nib Stadium, Perth Zuschauer: 20.267 Schiedsrichter: Jared Maxwell, David Munro |

| 8. Juni 14:00 | Newcastle Knights | 20 : 23 | Wests Tigers | Hunter Stadium, Newcastle Zuschauer: 22.173 Schiedsrichter: Ashley Klein, Alan Shortall |
| 8. Juni 14:00 | (10:8) Bericht    |         |              | Hunter Stadium, Newcastle Zuschauer: 22.173 Schiedsrichter: Ashley Klein, Alan Shortall |

| 8. Juni 15:00 | Melbourne Storm | 12 : 32 | Sydney Roosters | AAMI Park, Melbourne Zuschauer: 16.757 Schiedsrichter: Shayne Hayne, Henry Perenara |
| 8. Juni 15:00 | (0:16) Bericht  |         |                 | AAMI Park, Melbourne Zuschauer: 16.757 Schiedsrichter: Shayne Hayne, Henry Perenara |

| 9. Juni 19:00 | Canberra Raiders | 4 : 28 | Brisbane Broncos | Canberra Stadium, Canberra Zuschauer: 8.094 Schiedsrichter: Adam Devcich, Adam Gee |
| 9. Juni 19:00 | (0:12) Bericht   |        |                  | Canberra Stadium, Canberra Zuschauer: 8.094 Schiedsrichter: Adam Devcich, Adam Gee |

## Runde 14
| 13. Juni 19:45 | South Sydney Rabbitohs | 32 : 10 | Wests Tigers | ANZ Stadium, Sydney Zuschauer: 20.721 Schiedsrichter: Gerard Sutton, Gavin Morris |
| 13. Juni 19:45 | (12:0) Bericht         |         |              | ANZ Stadium, Sydney Zuschauer: 20.721 Schiedsrichter: Gerard Sutton, Gavin Morris |

| 14. Juni 17:30 | Penrith Panthers | 18 : 14 | St. George Illawarra Dragons | Sportingbet Stadium, Sydney Zuschauer: 13.768 Schiedsrichter: Ashley Klein, Adam Gee |
| 14. Juni 17:30 | (12:4) Bericht   |         |                              | Sportingbet Stadium, Sydney Zuschauer: 13.768 Schiedsrichter: Ashley Klein, Adam Gee |

| 14. Juni 19:30 | Sydney Roosters | 29 : 12 | Newcastle Knights | Allianz Stadium, Sydney Zuschauer: 9.847 Schiedsrichter: Gavin Badger, Gavin Reynolds |
| 14. Juni 19:30 | Bericht         |         |                   | Allianz Stadium, Sydney Zuschauer: 9.847 Schiedsrichter: Gavin Badger, Gavin Reynolds |

| 15. Juni 15:00 | Canterbury-Bankstown Bulldogs | 12 : 22 | Parramatta Eels | ANZ Stadium, Sydney Zuschauer: 24.012 Schiedsrichter: Matt Cecchin, Henry Perenara |
| 15. Juni 15:00 | (0:10) Bericht                |         |                 | ANZ Stadium, Sydney Zuschauer: 24.012 Schiedsrichter: Matt Cecchin, Henry Perenara |

| 16. Juni 19:00 | Gold Coast Titans | 20 : 24 | Melbourne Storm | Cbus Super Stadium, Gold Coast Zuschauer: 6.497 Schiedsrichter: Jared Maxwell, David Munro |
| 16. Juni 19:00 | (10:10) Bericht   |         |                 | Cbus Super Stadium, Gold Coast Zuschauer: 6.497 Schiedsrichter: Jared Maxwell, David Munro |

## Runde 15
| 20. Juni 19:45 | Canberra Raiders | 14 : 22 | Canterbury-Bankstown Bulldogs | Canberra Stadium, Canberra Zuschauer: 10.873 Schiedsrichter: Ashley Klein, Alan Shortall |
| 20. Juni 19:45 | (8:14) Bericht   |         |                               | Canberra Stadium, Canberra Zuschauer: 10.873 Schiedsrichter: Ashley Klein, Alan Shortall |

| 21. Juni 19:30 | New Zealand Warriors | 19 : 10 | Brisbane Broncos | Mount Smart Stadium, Auckland Zuschauer: 16.025 Schiedsrichter: Jared Maxwell, David Munro |
| 21. Juni 19:30 | (13:6) Bericht       |         |                  | Mount Smart Stadium, Auckland Zuschauer: 16.025 Schiedsrichter: Jared Maxwell, David Munro |

| 21. Juni 19:30 | Cronulla-Sutherland Sharks | 0 : 26 | Manly-Warringah Sea Eagles | Remondis Stadium, Sydney Zuschauer: 13.383 Schiedsrichter: Gavin Morris, Gavin Reynolds |
| 21. Juni 19:30 | (0:16) Bericht             |        |                            | Remondis Stadium, Sydney Zuschauer: 13.383 Schiedsrichter: Gavin Morris, Gavin Reynolds |

- Cronulla-Sutherland verlor als erstes NRL-Team drei Spiele in Folge zu null.

| 22. Juni 14:00 | Melbourne Storm | 46 : 20 | Parramatta Eels | AAMI Park, Melbourne Zuschauer: 12.635 Schiedsrichter: Ben Cummins, Grant Atkins |
| 22. Juni 14:00 | (18:10) Bericht |         |                 | AAMI Park, Melbourne Zuschauer: 12.635 Schiedsrichter: Ben Cummins, Grant Atkins |

| 22. Juni 15:00 | Gold Coast Titans | 18 : 19 | St. George Illawarra Dragons | Cbus Super Stadium, Gold Coast Zuschauer: 12.189 Schiedsrichter: Gerard Sutton, Gavin Badger |
| 22. Juni 15:00 | (12:12) Bericht   |         |                              | Cbus Super Stadium, Gold Coast Zuschauer: 12.189 Schiedsrichter: Gerard Sutton, Gavin Badger |

| 23. Juni 19:00 | Newcastle Knights | 36 : 28 | North Queensland Cowboys | Hunter Stadium, Newcastle Zuschauer: 11.925 Schiedsrichter: Matt Cecchin, Chris James |
| 23. Juni 19:00 | (16:6) Bericht    |         |                          | Hunter Stadium, Newcastle Zuschauer: 11.925 Schiedsrichter: Matt Cecchin, Chris James |

## Runde 16
| 27. Juni 19:40 | Manly-Warringah Sea Eagles | 24 : 16 | Sydney Roosters | Brookvale Oval, Sydney Zuschauer: 17.155 Schiedsrichter: Shayne Hayne, Gavin Morris |
| 27. Juni 19:40 | (12:12) Bericht            |         |                 | Brookvale Oval, Sydney Zuschauer: 17.155 Schiedsrichter: Shayne Hayne, Gavin Morris |

| 27. Juni 19:40 | Brisbane Broncos | 22 : 24 | Cronulla-Sutherland Sharks | Suncorp Stadium, Brisbane Zuschauer: 24.285 Schiedsrichter: Gavin Badger, Adam Gee |
| 27. Juni 19:40 | (16:0) Bericht   |         |                            | Suncorp Stadium, Brisbane Zuschauer: 24.285 Schiedsrichter: Gavin Badger, Adam Gee |

| 28. Juni 17:30 | Wests Tigers    | 19 : 18 | Canberra Raiders | Campbelltown Stadium, Sydney Zuschauer: 9.243 Schiedsrichter: Matt Cecchin, Gavin Reynolds |
| 28. Juni 17:30 | (18:12) Bericht |         |                  | Campbelltown Stadium, Sydney Zuschauer: 9.243 Schiedsrichter: Matt Cecchin, Gavin Reynolds |

| 28. Juni 19:30 | North Queensland Cowboys | 20 : 18 | South Sydney Rabbitohs | 1300SMILES Stadium, Townsville Zuschauer: 15.897 Schiedsrichter: Ben Cummins, Grant Atkins |
| 28. Juni 19:30 | (20:6) Bericht           |         |                        | 1300SMILES Stadium, Townsville Zuschauer: 15.897 Schiedsrichter: Ben Cummins, Grant Atkins |

| 29. Juni 15:00 | Parramatta Eels | 10 : 16 | Newcastle Knights | Pirtek Stadium, Sydney Zuschauer: 15.566 Schiedsrichter: Jared Maxwell, Henry Perenara |
| 29. Juni 15:00 | (6:16) Bericht  |         |                   | Pirtek Stadium, Sydney Zuschauer: 15.566 Schiedsrichter: Jared Maxwell, Henry Perenara |

| 29. Juni 16:00 | New Zealand Warriors | 30 : 20 | Penrith Panthers | Mount Smart Stadium, Auckland Zuschauer: 12.801 Schiedsrichter: Gerard Sutton, Adam Devcich |
| 29. Juni 16:00 | (12:16) Bericht      |         |                  | Mount Smart Stadium, Auckland Zuschauer: 12.801 Schiedsrichter: Gerard Sutton, Adam Devcich |

| 30. Juni 19:00 | St. George Illawarra Dragons | 24 : 12 | Melbourne Storm | WIN Stadium, Sydney Zuschauer: 10.117 Schiedsrichter: Ashley Klein, Alan Shortall |
| 30. Juni 19:00 | (10:6) Bericht               |         |                 | WIN Stadium, Sydney Zuschauer: 10.117 Schiedsrichter: Ashley Klein, Alan Shortall |

## Runde 17
| 4. Juli 19:45 | Canterbury-Bankstown Bulldogs | 23 : 16 | Manly-Warringah Sea Eagles | ANZ Stadium, Sydney Zuschauer: 14.921 Schiedsrichter: Jared Maxwell, David Munro |
| 4. Juli 19:45 | (12:6) Bericht                |         |                            | ANZ Stadium, Sydney Zuschauer: 14.921 Schiedsrichter: Jared Maxwell, David Munro |

| 5. Juli 17:30 | St. George Illawarra Dragons | 27 : 24 | North Queensland Cowboys | WIN Jubilee Oval, Sydney Zuschauer: 12.082 Schiedsrichter: Gavin Badger, Adam Devcich |
| 5. Juli 17:30 | (14:10) Bericht              |         |                          | WIN Jubilee Oval, Sydney Zuschauer: 12.082 Schiedsrichter: Gavin Badger, Adam Devcich |

| 5. Juli 19:30 | Sydney Roosters | 28 : 30 | Cronulla-Sutherland Sharks | Allianz Stadium, Sydney Zuschauer: 10.732 Schiedsrichter: Gavin Morris, Henry Perenara |
| 5. Juli 19:30 | (24:6) Bericht  |         |                            | Allianz Stadium, Sydney Zuschauer: 10.732 Schiedsrichter: Gavin Morris, Henry Perenara |

| 6. Juli 15:00 | Wests Tigers   | 10 : 26 | Penrith Panthers | Leichhardt Oval, Sydney Zuschauer: 16.698 Schiedsrichter: Shayne Hayne, Alan Shortall |
| 6. Juli 15:00 | (0:12) Bericht |         |                  | Leichhardt Oval, Sydney Zuschauer: 16.698 Schiedsrichter: Shayne Hayne, Alan Shortall |

| 7. Juli 19:00 | South Sydney Rabbitohs | 10 : 14 | Gold Coast Titans | ANZ Stadium, Sydney Zuschauer: 10.925 Schiedsrichter: Ashley Klein, Gavin Reynolds |
| 7. Juli 19:00 | (8:4) Bericht          |         |                   | ANZ Stadium, Sydney Zuschauer: 10.925 Schiedsrichter: Ashley Klein, Gavin Reynolds |

## Runde 18
| 11. Juli 19:45 | Manly-Warringah Sea Eagles | 40 : 8 | Wests Tigers | Brookvale Oval, Sydney Zuschauer: 13.432 Schiedsrichter: Shayne Hayne, Alan Shortall |
| 11. Juli 19:45 | (22:0) Bericht             |        |              | Brookvale Oval, Sydney Zuschauer: 13.432 Schiedsrichter: Shayne Hayne, Alan Shortall |

| 12. Juli 19:30 | New Zealand Warriors | 48 : 0 | Parramatta Eels | Mount Smart Stadium, Auckland Zuschauer: 14.087 Schiedsrichter: Gavin Badger, Henry Perenara |
| 12. Juli 19:30 | (36:0) Bericht       |        |                 | Mount Smart Stadium, Auckland Zuschauer: 14.087 Schiedsrichter: Gavin Badger, Henry Perenara |

| 12. Juli 19:30 | Melbourne Storm | 4 : 6 | Canterbury-Bankstown Bulldogs | AAMI Park, Melbourne Zuschauer: 13.149 Schiedsrichter: Gerard Sutton, Grant Atkins |
| 12. Juli 19:30 | (4:0) Bericht   |       |                               | AAMI Park, Melbourne Zuschauer: 13.149 Schiedsrichter: Gerard Sutton, Grant Atkins |

- Die Bulldogs gewannen das erste Mal in Melbourne seit 2005.

| 13. Juli 14:00 | Gold Coast Titans | 20 : 36 | Canberra Raiders | Cbus Super Stadium, Gold Coast Zuschauer: 10.574 Schiedsrichter: Jared Maxwell, David Munro |
| 13. Juli 14:00 | (10:20) Bericht   |         |                  | Cbus Super Stadium, Gold Coast Zuschauer: 10.574 Schiedsrichter: Jared Maxwell, David Munro |

| 13. Juli 15:00 | Cronulla-Sutherland Sharks | 18 : 31 | Newcastle Knights | Remondis Stadium, Sydney Zuschauer: 17.242 Schiedsrichter: Ashley Klein, Adam Gee |
| 13. Juli 15:00 | (18:6) Bericht             |         |                   | Remondis Stadium, Sydney Zuschauer: 17.242 Schiedsrichter: Ashley Klein, Adam Gee |

| 14. Juli 19:00 | Penrith Panthers | 35 : 34 | Brisbane Broncos | Sportingbet Stadium, Sydney Zuschauer: 12.439 Schiedsrichter: Gavin Morris, Adam Devcich |
| 14. Juli 19:00 | (18:18) Bericht  |         |                  | Sportingbet Stadium, Sydney Zuschauer: 12.439 Schiedsrichter: Gavin Morris, Adam Devcich |

## Runde 19
| 18. Juli 19:40 | Cronulla-Sutherland Sharks | 18 : 36 | North Queensland Cowboys | Remondis Stadium, Sydney Zuschauer: 9.366 Schiedsrichter: Gavin Morris, Alan Shortall |
| 18. Juli 19:40 | (12:16) Bericht            |         |                          | Remondis Stadium, Sydney Zuschauer: 9.366 Schiedsrichter: Gavin Morris, Alan Shortall |

| 18. Juli 19:40 | Parramatta Eels | 12 : 32 | South Sydney Rabbitohs | Pirtek Stadium, Sydney Zuschauer: 16.125 Schiedsrichter: Jared Maxwell, Gavin Reynolds |
| 18. Juli 19:40 | (6:10) Bericht  |         |                        | Pirtek Stadium, Sydney Zuschauer: 16.125 Schiedsrichter: Jared Maxwell, Gavin Reynolds |

| 19. Juli 15:00 | Sydney Roosters | 32 : 12 | Penrith Panthers | Allianz Stadium, Sydney Zuschauer: 13.993 Schiedsrichter: Ashley Klein, Adam Gee |
| 19. Juli 15:00 | (18:0) Bericht  |         |                  | Allianz Stadium, Sydney Zuschauer: 13.993 Schiedsrichter: Ashley Klein, Adam Gee |

| 19. Juli 17:30 | Melbourne Storm | 28 : 14 | Canberra Raiders | AAMI Park, Melbourne Zuschauer: 11.479 Schiedsrichter: Shayne Hayne, Chris Butler |
| 19. Juli 17:30 | (14:10) Bericht |         |                  | AAMI Park, Melbourne Zuschauer: 11.479 Schiedsrichter: Shayne Hayne, Chris Butler |

| 19. Juli 19:30 | Brisbane Broncos | 28 : 22 | New Zealand Warriors | Suncorp Stadium, Brisbane Zuschauer: 37.082 Schiedsrichter: Adam Devcich, Gavin Atkins |
| 19. Juli 19:30 | (16:12) Bericht  |         |                      | Suncorp Stadium, Brisbane Zuschauer: 37.082 Schiedsrichter: Adam Devcich, Gavin Atkins |

| 20. Juli 14:00 | Newcastle Knights | 8 : 22 | Gold Coast Titans | Hunter Stadium, Newcastle Zuschauer: 26.401 Schiedsrichter: Matt Cecchin, David Munro |
| 20. Juli 14:00 | (0:12) Bericht    |        |                   | Hunter Stadium, Newcastle Zuschauer: 26.401 Schiedsrichter: Matt Cecchin, David Munro |

| 20. Juli 15:00 | Canterbury-Bankstown Bulldogs | 18 : 46 | Wests Tigers | ANZ Stadium, Sydney Zuschauer: 22.225 Schiedsrichter: Ben Cummins, Chris James |
| 20. Juli 15:00 | (16:18) Bericht               |         |              | ANZ Stadium, Sydney Zuschauer: 22.225 Schiedsrichter: Ben Cummins, Chris James |

| 21. Juli 19:00 | St. George Illawarra Dragons | 12 : 21 | Manly-Warringah Sea Eagles | WIN Jubilee Oval, Sydney Zuschauer: 10.530 Schiedsrichter: Gavin Badger, Henry Perenara |
| 21. Juli 19:00 | (8:10) Bericht               |         |                            | WIN Jubilee Oval, Sydney Zuschauer: 10.530 Schiedsrichter: Gavin Badger, Henry Perenara |

## Runde 20
| 25. Juli 19:40 | Newcastle Knights | 16 : 12 | Sydney Roosters | Hunter Stadium, Newcastle Zuschauer: 15.468 Schiedsrichter: Gavin Badger, Grant Atkins |
| 25. Juli 19:40 | (0:6) Bericht     |         |                 | Hunter Stadium, Newcastle Zuschauer: 15.468 Schiedsrichter: Gavin Badger, Grant Atkins |

| 25. Juli 19:40 | Brisbane Broncos | 8 : 30 | Melbourne Storm | Suncorp Stadium, Brisbane Zuschauer: 36.319 Schiedsrichter: Jared Maxwell, Gavin Reynolds |
| 25. Juli 19:40 | (4:12) Bericht   |        |                 | Suncorp Stadium, Brisbane Zuschauer: 36.319 Schiedsrichter: Jared Maxwell, Gavin Reynolds |

| 26. Juli 15:00 | Penrith Panthers | 16 : 18 | Cronulla-Sutherland Sharks | Carrington Park, Bathurst Zuschauer: 8.824 Schiedsrichter: Adam Devcich, Henry Perenara |
| 26. Juli 15:00 | (10:14) Bericht  |         |                            | Carrington Park, Bathurst Zuschauer: 8.824 Schiedsrichter: Adam Devcich, Henry Perenara |

| 26. Juli 17:30 | Gold Coast Titans | 18 : 24 | Parramatta Eels | Cbus Super Stadium, Gold Coast Zuschauer: 14.175 Schiedsrichter: Shayne Hayne, Adam Gee |
| 26. Juli 17:30 | (8:6) Bericht     |         |                 | Cbus Super Stadium, Gold Coast Zuschauer: 14.175 Schiedsrichter: Shayne Hayne, Adam Gee |

| 26. Juli 19:30 | Canterbury-Bankstown Bulldogs | 12 : 20 | North Queensland Cowboys | ANZ Stadium, Sydney Zuschauer: 9.873 Schiedsrichter: Gerard Sutton, Alan Shortall |
| 26. Juli 19:30 | (6:12) Bericht                |         |                          | ANZ Stadium, Sydney Zuschauer: 9.873 Schiedsrichter: Gerard Sutton, Alan Shortall |

| 27. Juli 15:00 | Wests Tigers   | 12 : 28 | St. George Illawarra Dragons | ANZ Stadium, Sydney Zuschauer: 22.618 Schiedsrichter: Matt Cecchin, David Munro |
| 27. Juli 15:00 | (0:22) Bericht |         |                              | ANZ Stadium, Sydney Zuschauer: 22.618 Schiedsrichter: Matt Cecchin, David Munro |

| 27. Juli 16:00 | New Zealand Warriors | 12 : 22 | Manly-Warringah Sea Eagles | Mount Smart Stadium, Auckland Zuschauer: 19.199 Schiedsrichter: Ben Cummins, Chris James |
| 27. Juli 16:00 | (6:10) Bericht       |         |                            | Mount Smart Stadium, Auckland Zuschauer: 19.199 Schiedsrichter: Ben Cummins, Chris James |

| 28. Juli 19:00 | Canberra Raiders | 18 : 34 | South Sydney Rabbitohs | Canberra Stadium, Canberra Zuschauer: 9.526 Schiedsrichter: Ashley Klein, Chris Butler |
| 28. Juli 19:00 | (2:12) Bericht   |         |                        | Canberra Stadium, Canberra Zuschauer: 9.526 Schiedsrichter: Ashley Klein, Chris Butler |

## Runde 21
| 1. August 19:40 | Manly-Warringah Sea Eagles | 16 : 4 | Brisbane Broncos | Brookvale Oval, Sydney Zuschauer: 12.873 Schiedsrichter: Gerard Sutton, Alan Shortall |
| 1. August 19:40 | (4:4) Bericht              |        |                  | Brookvale Oval, Sydney Zuschauer: 12.873 Schiedsrichter: Gerard Sutton, Alan Shortall |

| 1. August 19:45 | Canterbury-Bankstown Bulldogs | 16 : 22 | Penrith Panthers | ANZ Stadium, Sydney Zuschauer: 11.832 Schiedsrichter: Matt Cecchin, David Munro |
| 1. August 19:45 | (0:6) Bericht                 |         |                  | ANZ Stadium, Sydney Zuschauer: 11.832 Schiedsrichter: Matt Cecchin, David Munro |

| 2. August 15:00 | Cronulla-Sutherland Sharks | 12 : 32 | Parramatta Eels | Remondis Stadium, Sydney Zuschauer: 12.798 Schiedsrichter: Ashley Klein, Adam Gee |
| 2. August 15:00 | (6:10) Bericht             |         |                 | Remondis Stadium, Sydney Zuschauer: 12.798 Schiedsrichter: Ashley Klein, Adam Gee |

| 2. August 17:30 | North Queensland Cowboys | 28 : 8 | Gold Coast Titans | 1300SMILES Stadium, Townsville Zuschauer: 14.487 Schiedsrichter: Jared Maxwell, Gavin Badger |
| 2. August 17:30 | (12:8) Bericht           |        |                   | 1300SMILES Stadium, Townsville Zuschauer: 14.487 Schiedsrichter: Jared Maxwell, Gavin Badger |

| 2. August 19:30 | Sydney Roosters | 30 : 22 | St. George Illawarra Dragons | Allianz Stadium, Sydney Zuschauer: 13.083 Schiedsrichter: Shayne Hayne, Grant Atkins |
| 2. August 19:30 | (12:10) Bericht |         |                              | Allianz Stadium, Sydney Zuschauer: 13.083 Schiedsrichter: Shayne Hayne, Grant Atkins |

| 3. August 14:00 | Canberra Raiders | 18 : 54 | New Zealand Warriors | Canberra Stadium, Canberra Zuschauer: 7.094 Schiedsrichter: Gavin Morris, Gavin Reynolds |
| 3. August 14:00 | (0:28) Bericht   |         |                      | Canberra Stadium, Canberra Zuschauer: 7.094 Schiedsrichter: Gavin Morris, Gavin Reynolds |

- Die Warriors gewannen das erste Mal in Canberra seit 2001 und das erste Mal im Canberra Stadium seit 1997.

| 4. August 19:00 | South Sydney Rabbitohs | 50 : 10 | Newcastle Knights | Barlow Park, Cairns Zuschauer: 11.570 Schiedsrichter: Adam Devcich, Henry Perenara |
| 4. August 19:00 | (26:0) Bericht         |         |                   | Barlow Park, Cairns Zuschauer: 11.570 Schiedsrichter: Adam Devcich, Henry Perenara |

| 4. August 19:00 | Wests Tigers   | 6 : 28 | Melbourne Storm | Campbelltown Stadium, Sydney Zuschauer: 7.782 Schiedsrichter: Ben Cummins, Chris James |
| 4. August 19:00 | (6:18) Bericht |        |                 | Campbelltown Stadium, Sydney Zuschauer: 7.782 Schiedsrichter: Ben Cummins, Chris James |

## Runde 22
| 8. August 19:45 | South Sydney Rabbitohs | 23 : 4 | Manly-Warringah Sea Eagles | Sydney Cricket Ground, Sydney Zuschauer: 27.062 Schiedsrichter: Ben Cummins, Chris James |
| 8. August 19:45 | (12:4) Bericht         |        |                            | Sydney Cricket Ground, Sydney Zuschauer: 27.062 Schiedsrichter: Ben Cummins, Chris James |

| 8. August 19:45 | Brisbane Broncos | 41 : 10 | Canterbury-Bankstown Bulldogs | Suncorp Stadium, Brisbane Zuschauer: 28.344 Schiedsrichter: Gerard Sutton, Alan Shortall |
| 8. August 19:45 | (20:6) Bericht   |         |                               | Suncorp Stadium, Brisbane Zuschauer: 28.344 Schiedsrichter: Gerard Sutton, Alan Shortall |

| 9. August 17:30 | Newcastle Knights | 32 : 30 | Melbourne Storm | Hunter Stadium, Newcastle Zuschauer: 14.904 Schiedsrichter: Ashley Klein, Chris Butler |
| 9. August 17:30 | (10:16) Bericht   |         |                 | Hunter Stadium, Newcastle Zuschauer: 14.904 Schiedsrichter: Ashley Klein, Chris Butler |

| 9. August 19:30 | North Queensland Cowboys | 64 : 6 | Wests Tigers | 1300SMILES Stadium, Townsville Zuschauer: 12.317 Schiedsrichter: Shayne Hayne, David Munro |
| 9. August 19:30 | (32:0) Bericht           |        |              | 1300SMILES Stadium, Townsville Zuschauer: 12.317 Schiedsrichter: Shayne Hayne, David Munro |

| 9. August 20:30 | Parramatta Eels | 18 : 10 | Canberra Raiders | TIO Stadium, Darwin Zuschauer: 9.527 Schiedsrichter: Gavin Morris, Gavin Reynolds |
| 9. August 20:30 | (6:10) Bericht  |         |                  | TIO Stadium, Darwin Zuschauer: 9.527 Schiedsrichter: Gavin Morris, Gavin Reynolds |

| 10. August 15:00 | St. George Illawarra Dragons | 4 : 16 | Penrith Panthers | WIN Stadium, Sydney Zuschauer: 13.107 Schiedsrichter: Jared Maxwell, Adam Gee |
| 10. August 15:00 | (4:6) Bericht                |        |                  | WIN Stadium, Sydney Zuschauer: 13.107 Schiedsrichter: Jared Maxwell, Adam Gee |

| 10. August 16:00 | New Zealand Warriors | 16 : 12 | Cronulla-Sutherland Sharks | Mount Smart Stadium, Auckland Zuschauer: 13.939 Schiedsrichter: Adam Devcich, Grant Atkins |
| 10. August 16:00 | (16:6) Bericht       |         |                            | Mount Smart Stadium, Auckland Zuschauer: 13.939 Schiedsrichter: Adam Devcich, Grant Atkins |

| 11. August 19:00 | Sydney Roosters | 26 : 18 | Gold Coast Titans | Allianz Stadium, Sydney Zuschauer: 6.345 Schiedsrichter: Matt Cecchin, Henry Perenara |
| 11. August 19:00 | (16:18) Bericht |         |                   | Allianz Stadium, Sydney Zuschauer: 6.345 Schiedsrichter: Matt Cecchin, Henry Perenara |

## Runde 23
| 14. August 19:45 | South Sydney Rabbitohs | 42 : 16 | Brisbane Broncos | ANZ Stadium, Sydney Zuschauer: 14.092 Schiedsrichter: Shayne Hayne, David Munro |
| 14. August 19:45 | (24:6) Bericht         |         |                  | ANZ Stadium, Sydney Zuschauer: 14.092 Schiedsrichter: Shayne Hayne, David Munro |

| 15. August 19:45 | Canterbury-Bankstown Bulldogs | 18 : 16 | Parramatta Eels | ANZ Stadium, Sydney Zuschauer: 30.394 Schiedsrichter: Ben Cummins, Chris James |
| 15. August 19:45 | (18:10) Bericht               |         |                 | ANZ Stadium, Sydney Zuschauer: 30.394 Schiedsrichter: Ben Cummins, Chris James |

| 16. August 15:00 | Canberra Raiders | 16 : 34 | St. George Illawarra Dragons | Canberra Stadium, Canberra Zuschauer: 10.318 Schiedsrichter: Adam Devcich, Grant Atkins |
| 16. August 15:00 | (12:10) Bericht  |         |                              | Canberra Stadium, Canberra Zuschauer: 10.318 Schiedsrichter: Adam Devcich, Grant Atkins |

- Die Dragons gewannen das erste Mal in Canberra seit 2000.

| 16. August 17:30 | Melbourne Storm | 48 : 6 | Cronulla-Sutherland Sharks | AAMI Park, Melbourne Zuschauer: 12.185 Schiedsrichter: Matt Cecchin, Henry Perenara |
| 16. August 17:30 | (30:0) Bericht  |        |                            | AAMI Park, Melbourne Zuschauer: 12.185 Schiedsrichter: Matt Cecchin, Henry Perenara |

| 16. August 19:30 | Wests Tigers  | 4 : 48 | Sydney Roosters | Leichhardt Oval, Sydney Zuschauer: 5.297 Schiedsrichter: Gavin Badger, Chris Butler |
| 16. August 19:30 | (0:8) Bericht |        |                 | Leichhardt Oval, Sydney Zuschauer: 5.297 Schiedsrichter: Gavin Badger, Chris Butler |

| 17. August 14:00 | Newcastle Knights | 28 : 22 | New Zealand Warriors | Hunter Stadium, Newcastle Zuschauer: 12.733 Schiedsrichter: Gavin Morris, Gavin Reynolds |
| 17. August 14:00 | (14:10) Bericht   |         |                      | Hunter Stadium, Newcastle Zuschauer: 12.733 Schiedsrichter: Gavin Morris, Gavin Reynolds |

| 17. August 15:00 | Gold Coast Titans | 12 : 15 | Manly-Warringah Sea Eagles | Cbus Super Stadium, Gold Coast Zuschauer: 11.940 Schiedsrichter: Jared Maxwell, Adam Gee |
| 17. August 15:00 | (6:6) Bericht     |         |                            | Cbus Super Stadium, Gold Coast Zuschauer: 11.940 Schiedsrichter: Jared Maxwell, Adam Gee |

| 18. August 19:00 | Penrith Panthers | 23 : 22 | North Queensland Cowboys | Sportingbet Stadium, Sydney Zuschauer: 7.276 Schiedsrichter: Gerard Sutton, Alan Shortall |
| 18. August 19:00 | (16:12) Bericht  |         |                          | Sportingbet Stadium, Sydney Zuschauer: 7.276 Schiedsrichter: Gerard Sutton, Alan Shortall |

## Runde 24
| 21. August 19:45 | Canterbury-Bankstown Bulldogs | 30 : 10 | Wests Tigers | ANZ Stadium, Sydney Zuschauer: 9.877 Schiedsrichter: Matt Cecchin, Adam Gee |
| 21. August 19:45 | (24:0) Bericht                |         |              | ANZ Stadium, Sydney Zuschauer: 9.877 Schiedsrichter: Matt Cecchin, Adam Gee |

| 22. August 19:45 | Parramatta Eels | 22 : 12 | Manly-Warringah Sea Eagles | Pirtek Stadium, Sydney Zuschauer: 17.706 Schiedsrichter: Gerard Sutton, Alan Shortall |
| 22. August 19:45 | (0:12) Bericht  |         |                            | Pirtek Stadium, Sydney Zuschauer: 17.706 Schiedsrichter: Gerard Sutton, Alan Shortall |

| 23. August 17:30 | Brisbane Broncos | 48 : 6 | Newcastle Knights | Suncorp Stadium, Brisbane Zuschauer: 22.292 Schiedsrichter: Gavin Badger, Chris James |
| 23. August 17:30 | (14:0) Bericht   |        |                   | Suncorp Stadium, Brisbane Zuschauer: 22.292 Schiedsrichter: Gavin Badger, Chris James |

| 23. August 19:30 | South Sydney Rabbitohs | 10 : 22 | North Queensland Cowboys | ANZ Stadium, Sydney Zuschauer: 17.171 Schiedsrichter: Jared Maxwell, Chris Butler |
| 23. August 19:30 | (0:16) Bericht         |         |                          | ANZ Stadium, Sydney Zuschauer: 17.171 Schiedsrichter: Jared Maxwell, Chris Butler |

| 24. August 14:00 | New Zealand Warriors | 12 : 46 | Sydney Roosters | Mount Smart Stadium, Auckland Zuschauer: 19.676 Schiedsrichter: David Munro, Chris Sutton |
| 24. August 14:00 | (6:16) Bericht       |         |                 | Mount Smart Stadium, Auckland Zuschauer: 19.676 Schiedsrichter: David Munro, Chris Sutton |

| 24. August 14:00 | Cronulla-Sutherland Sharks | 12 : 22 | Canberra Raiders | Remondis Stadium, Sydney Zuschauer: 13.496 Schiedsrichter: Henry Perenara, Gavin Reynolds |
| 24. August 14:00 | (6:0) Bericht              |         |                  | Remondis Stadium, Sydney Zuschauer: 13.496 Schiedsrichter: Henry Perenara, Gavin Reynolds |

| 24. August 15:00 | St. George Illawarra Dragons | 34 : 6 | Gold Coast Titans | WIN Jubilee Oval, Sydney Zuschauer: 9.584 Schiedsrichter: Adam Devcich, Gavin Atkins |
| 24. August 15:00 | (16:0) Bericht               |        |                   | WIN Jubilee Oval, Sydney Zuschauer: 9.584 Schiedsrichter: Adam Devcich, Gavin Atkins |

| 25. August 19:00 | Penrith Panthers | 10 : 24 | Melbourne Storm | Centrebet Stadium, Sydney Zuschauer: 8.994 Schiedsrichter: Ben Cummins, Gavin Morris |
| 25. August 19:00 | (6:10) Bericht   |         |                 | Centrebet Stadium, Sydney Zuschauer: 8.994 Schiedsrichter: Ben Cummins, Gavin Morris |

## Runde 25
| 28. August 19:45 | South Sydney Rabbitohs | 21 : 14 | Canterbury-Bankstown Bulldogs | ANZ Stadium, Sydney Zuschauer: 20.424 Schiedsrichter: Gerard Sutton, Alan Shortall |
| 28. August 19:45 | (6:12) Bericht         |         |                               | ANZ Stadium, Sydney Zuschauer: 20.424 Schiedsrichter: Gerard Sutton, Alan Shortall |

| 29. August 19:45 | Brisbane Broncos | 30 : 22 | St. George Illawarra Dragons | Suncorp Stadium, Brisbane Zuschauer: 36.720 Schiedsrichter: Ben Cummins, David Munro |
| 29. August 19:45 | (24:4) Bericht   |         |                              | Suncorp Stadium, Brisbane Zuschauer: 36.720 Schiedsrichter: Ben Cummins, David Munro |

| 30. August 15:00 | Newcastle Knights | 42 : 14 | Parramatta Eels | Hunter Stadium, Newcastle Zuschauer: 18.558 Schiedsrichter: Adam Devcich, Grant Atkins |
| 30. August 15:00 | (8:12) Bericht    |         |                 | Hunter Stadium, Newcastle Zuschauer: 18.558 Schiedsrichter: Adam Devcich, Grant Atkins |

| 30. August 17:30 | Canberra Raiders | 27 : 12 | Wests Tigers | Canberra Stadium, Canberra Zuschauer: 8.287 Schiedsrichter: Henry Perenara, Adam Gee |
| 30. August 17:30 | (12:0) Bericht   |         |              | Canberra Stadium, Canberra Zuschauer: 8.287 Schiedsrichter: Henry Perenara, Adam Gee |

| 30. August 19:30 | Sydney Roosters | 24 : 12 | Melbourne Storm | Allianz Stadium, Sydney Zuschauer: 13.879 Schiedsrichter: Jared Maxwell, Gavin Morris |
| 30. August 19:30 | (6:6) Bericht   |         |                 | Allianz Stadium, Sydney Zuschauer: 13.879 Schiedsrichter: Jared Maxwell, Gavin Morris |

| 31. August 15:00 | Manly-Warringah Sea Eagles | 26 : 25 | Penrith Panthers | Brookvale Oval, Sydney Zuschauer: 18.654 Schiedsrichter: Matt Cecchin, Gavin Reynolds |
| 31. August 15:00 | (6:16) Bericht             |         |                  | Brookvale Oval, Sydney Zuschauer: 18.654 Schiedsrichter: Matt Cecchin, Gavin Reynolds |

| 31. August 16:00 | New Zealand Warriors | 42 : 0 | Gold Coast Titans | Mount Smart Stadium, Auckland Zuschauer: 13.540 Schiedsrichter: Gavin Badger, Chris James |
| 31. August 16:00 | (30:0) Bericht       |        |                   | Mount Smart Stadium, Auckland Zuschauer: 13.540 Schiedsrichter: Gavin Badger, Chris James |

- Gold Coast verlor zum ersten Mal ein Spiel zu null.

| 1. September 19:00 | North Queensland Cowboys | 20 : 19 | Cronulla-Sutherland Sharks | 1300SMILES Stadium, Townsville Zuschauer: 11.712 Schiedsrichter: Ashley Klein, Chris Sutton |
| 1. September 19:00 | (12:12) Bericht          |         |                            | 1300SMILES Stadium, Townsville Zuschauer: 11.712 Schiedsrichter: Ashley Klein, Chris Sutton |

## Runde 26
| 4. September 19:45 | Sydney Roosters | 22 : 18 | South Sydney Rabbitohs | Allianz Stadium, Sydney Zuschauer: 32.481 Schiedsrichter: Matt Cecchin, Gavin Morris |
| 4. September 19:45 | (8:2) Bericht   |         |                        | Allianz Stadium, Sydney Zuschauer: 32.481 Schiedsrichter: Matt Cecchin, Gavin Morris |

| 5. September 19:45 | Melbourne Storm | 22 : 12 | Brisbane Broncos | AAMI Park, Melbourne Zuschauer: 20.032 Schiedsrichter: Jared Maxwell, Grant Atkins |
| 5. September 19:45 | (12:10) Bericht |         |                  | AAMI Park, Melbourne Zuschauer: 20.032 Schiedsrichter: Jared Maxwell, Grant Atkins |

| 6. September 15:00 | Wests Tigers   | 26 : 10 | Cronulla-Sutherland Sharks | Leichhardt Oval, Sydney Zuschauer: 5.112 Schiedsrichter: Gavin Reynolds, Adam Gee |
| 6. September 15:00 | (4:10) Bericht |         |                            | Leichhardt Oval, Sydney Zuschauer: 5.112 Schiedsrichter: Gavin Reynolds, Adam Gee |

| 6. September 17:30 | Canberra Raiders | 33 : 20 | Parramatta Eels | Canberra Stadium, Canberra Zuschauer: 13.706 Schiedsrichter: Ashley Klein, Chris James |
| 6. September 17:30 | (20:6) Bericht   |         |                 | Canberra Stadium, Canberra Zuschauer: 13.706 Schiedsrichter: Ashley Klein, Chris James |

| 6. September 19:30 | North Queensland Cowboys | 30 : 16 | Manly-Warringah Sea Eagles | 1300SMILES Stadium, Townsville Zuschauer: 22.521 Schiedsrichter: Gerard Sutton, Gavin Badger |
| 6. September 19:30 | (18:4) Bericht           |         |                            | 1300SMILES Stadium, Townsville Zuschauer: 22.521 Schiedsrichter: Gerard Sutton, Gavin Badger |

| 7. September 14:00 | Newcastle Knights | 40 : 10 | St. George Illawarra Dragons | Hunter Stadium, Newcastle Zuschauer: 20.424 Schiedsrichter: Adam Devcich, David Munro |
| 7. September 14:00 | (24:4) Bericht    |         |                              | Hunter Stadium, Newcastle Zuschauer: 20.424 Schiedsrichter: Adam Devcich, David Munro |

| 7. September 15:00 | Gold Coast Titans | 19 : 18 | Canterbury-Bankstown Bulldogs | Cbus Super Stadium, Gold Coast Zuschauer: 12.563 Schiedsrichter: Ben Cummins, Henry Perenara |
| 7. September 15:00 | (0:18) Bericht    |         |                               | Cbus Super Stadium, Gold Coast Zuschauer: 12.563 Schiedsrichter: Ben Cummins, Henry Perenara |

| 7. September 18:30 | Penrith Panthers | 22 : 6 | New Zealand Warriors | Centrebet Stadium, Sydney Zuschauer: 13.551 Schiedsrichter: Shayne Hayne, Alan Shortall |
| 7. September 18:30 | (16:0) Bericht   |        |                      | Centrebet Stadium, Sydney Zuschauer: 13.551 Schiedsrichter: Shayne Hayne, Alan Shortall |